# جک پیکن
جک پیکن (انگلیسی: Jack Picken؛ ۱۸۸۰ – ۳۱ ژوئیه ۱۹۵۲ (aged ۷۱ or ۷۲)) یک بازیکن فوتبال اهل اسکاتلند بود. 
از باشگاه‌هایی که در آن بازی کرده‌است می‌توان به باشگاه فوتبال منچستر یونایتد، باشگاه فوتبال بریستول سیتی، باشگاه فوتبال برنلی، باشگاه فوتبال پلیموث آرگیل، و باشگاه فوتبال بولتون واندررز اشاره کرد.